# みずいろの雨
「みずいろの雨」（みずいろのあめ）は、1978年9月5日に発売された八神純子の5枚目のシングルである。
シングルセールスは60万枚を記録。八神のシングルでは最大のヒット曲で代表曲であり、多数の歌手によりカバーされている。

## 解説
TBSテレビ『ザ・ベストテン』には、1978年10月19日に「今週のスポットライト」で初出演。同年11月16日に第9位で初登場、12月7日には最高第2位まで上昇し（第1位は松山千春の『季節の中で』）、翌1979年1月18日（第10位）まで合計9週間ランクインした。
2013年に放送されたテレビ東京の音楽番組『100年の音楽』で「みずいろの雨」が取り上げられ、八神自身が原宿の歩道橋を歩いているときにこの楽曲の着想を得たと語っている。
この曲のヒットにより「みずいろの雨」は三浦徳子の作詞家としての出世作にもなった。三浦が2019年に「NHKネットラジオ らじる★らじる」で金田一秀穂との対談で語ったところによれば、八神は曲を先に書き上げ、数人の作詞家に作詞を依頼していたが、三浦の詞が最終的に採用されたという。三浦は「水色」という色のイメージが先行して詞を書いたが、理由は日本人の好きな色の上位が水色と白だからで、漢字ではイメージが固いため「みずいろ」と平仮名にしたと述べている。三浦は実際に曲を聴く前から「みずいろの雨」と決めていたと言い、三浦の言によれば曲名は三浦が付けたことになる。また歌詞中に「ああ くずれてしまえ」というフレーズがあるが、三浦は命令形で言い切る歌詞は当時の女性歌手では珍しかったとして「（八神さんは）気が強い女の子なんですよ。だから浮かんできちゃったんだと思う」と八神の人物を評している。
八神は『みずいろの雨』に続き、三浦とのコンビで『想い出のスクリーン』『ポーラー・スター』『甘い生活』『パープルタウン 〜You Oughta Know By Now〜』と連続5枚のシングルをリリース。その多くがヒットして八神の代表作となっている。
また編曲を担当した大村雅朗にとっても本曲が出世作である。大村は1978年に本格的な編曲家としての活動を始めたばかりであったが、本曲の編曲で注目を浴び、一躍表舞台へと立つことになった。その後三浦と大村は1980年に松田聖子の「青い珊瑚礁」でも作詞・編曲を担当し、大ヒットに貢献している。
B面曲「目覚めたときに」はオリジナルアルバムには未収録であったが、2009年発売のCD-BOX『八神純子 1974〜1986 SINGLES plus』に収録された。
レコーディング・ディレクターは日朝幸雄。
日活ロマンポルノ映画『天使のはらわた 名美』の主題歌である。

## 収録曲
1. みずいろの雨  (3分22秒)
  - 作詞：三浦徳子／作曲：八神純子／編曲：大村雅朗
2. 目覚めたときに (4分1秒)
  - 作詞・作曲：八神純子／編曲：大村雅朗

## リリース日一覧
| 地域 | リリース日    | レーベル                | 規格                   | カタログ番号 | 備考                     |
| ---- | ------------- | ----------------------- | ---------------------- | ------------ | ------------------------ |
| 日本 | 1978年9月5日  | ディスコメイトレコード  | シングル盤             | DSF-125      | STEREO                   |
| 日本 | 2007年8月1日  | YAMAHA MUSIC PUBLISHING | デジタル・ダウンロード | 260514211    | iTunes Store             |
| 日本 | 2015年9月18日 | YAMAHA MUSIC PUBLISHING | デジタル・ダウンロード | YMP0003      | e-onkyo FLAC 96kHz 24bit |
| 日本 | 2015年9月18日 | YAMAHA MUSIC PUBLISHING | デジタル・ダウンロード | 1978090101-8 | mora FLAC 96kHz 24bit    |

## カバー
| リリース       | アーチスト                                 | 収録作品                                                           | 備考                                                                 |
| みずいろの雨   | みずいろの雨                               | みずいろの雨                                                       | みずいろの雨                                                         |
| -------------- | ------------------------------------------ | ------------------------------------------------------------------ | -------------------------------------------------------------------- |
| 1979年         | ポール・モーリア                           | シングル「みずいろの雨/たそがれマイ・ラブ」 アルバム『輝きの旋律』 |                                                                      |
| 1994年12月1日  | ヒッパレオールスターズ                     | OPENING*ヒッパレ1979                                               |                                                                      |
| 1998年8月21日  | 小原孝                                     | ピアノよ歌え 第7集 「あれも青春、これも青春」                      |                                                                      |
| 2001年4月25日  | RIZCO (黒沢律子)                           | シングル「さくら」                                                 |                                                                      |
| 2003年3月26日  | 石井竜也                                   | シングル「RIVER/みずいろの雨」 アルバム『nipops』                  |                                                                      |
| 2004年11月25日 | WORLD SUPREME FUNKY FELLOWS 2102           | アルバム『Cross The River』                                        |                                                                      |
| 2006年6月14日  | September                                  | マキシシングル『赤い糸』                                           |                                                                      |
| 2006年6月14日  | PE'Z                                       | アルバム『日本のジャズ -SAMURAI SPIRIT-』                          |                                                                      |
| 2007年4月18日  | 高田なみ                                   | アルバム『nami ～The good days J-pop～』                           | ジャズボッサ                                                         |
| 2007年10月24日 | 松浦亜弥                                   | DVD『歌ドキッ! POP CLASSICS Vol.5』                                | 2007年4月23日テレビ東京系列『歌ドキッ! 〜ポップクラシックス〜』 放送 |
| 2009年10月18日 | マスター（生天目仁美）                     | アルバム『歌声喫茶方舟 〜アキナイチュウ〜』                        | アニメ『夏のあらし! 〜春夏冬中〜』挿入歌                             |
| 2010年6月10日  | Skoop On Somebody                          | シングル『アメウタ ep.』                                           |                                                                      |
| 2010年12月8日  | 見月そはら（美名）                         | アルバム『そらのおとしものf プレゼンツ そらの少女TAI♪』            |                                                                      |
| 2011年2月10日  | TOKYO No.1 SOUL SET+中納良恵(EGO-WRAPPIN') | アルバム『全て光』                                                 |                                                                      |
| 2012年10月31日 | 柴田淳                                     | アルバム『COVER 70’s』                                             |                                                                      |
| 2013年6月19日  | Erika.（西恵利香）                         | アルバム『unJour』                                                 |                                                                      |
| 2013年10月31日 | 森恵                                       | アルバム『MegumiMori Soul Song's BOOK Re:Make1』                   |                                                                      |
| 2013年12月18日 | ジェニファー                               | Web限定配信『みずいろの雨／迷い道』                                |                                                                      |
| 2019年8月2日   | 鱧人-HamojiN-                              | アルバム『Salad Bar』                                              |                                                                      |
| 2021年6月23日  | 上白石萌音                                 | アルバム『あの歌-1-』                                              |                                                                      |
| 2021年10月6日  | 雨宮天                                     | アルバム『COVERS -Sora Amamiya favorite songs-』                   |                                                                      |
| 2022年9月21日  | Ms.OOJA                                    | アルバム『流しのOOJA 2 ～VINTAGE SONG COVERS～』                   |                                                                      |

## 収録アルバム
- 『素顔の私』
- 『JUNKO THE BEST』ほか、ベスト・アルバム多数
- 『名古屋の歌だがね 名古屋開府400年記念CD』
2010年に名古屋開府400年を記念して、名古屋市の協力のもとに制作されたコンピレーション・アルバム。発売元はキングレコード。名古屋のご当地ソングや名古屋出身アーティストの楽曲が収録されている。「みずいろの雨」は名古屋と直接関係ないが、名古屋市千種区出身の八神の代表曲として収録された。ザ・ピーナッツやチェリッシュ、つボイノリオらの楽曲も収録されている。